# Baie d'Acoua
La baie d'Acoua est l'une des baies de l'océan Indien formée par la côte nord-ouest de l'île principale de Mayotte, soit Grande-Terre.